# حاکم هوآن چین
حاکم هوآن از چین (به چینی: 秦桓公؛ مرگ ۵۷۷ پ. م)؛ فرمانروای ایالت چین در دودمان ژو از ۶۰۳ پ. م تا ۵۷۷ پ. م بود. ایالت چین در آینده همه کشور چین را یکپارچه ساخت و تبدیل به دودمان چین شد. نام اجدادی او یینگ (嬴) و حاکم هوآن نام پسامرگ او بود. حاکم هوآن جانشین پدرش حاکم گونگ چین شد که در سال ۶۰۴ پ. م درگذشت، شد.
در سال ۵۷۸ پ. م، چین شکست بزرگی از ایالت جین متحمل شد. حاکم لی جین، چین را به خیانت متهم کرد و شخصاً اتحادی متشکل از هشت ایالت (جین، چی، سونگ، ویی، ژنگ، سائو، ژو و تنگ) را برای حمله به چین رهبری کرد. دو طرف در ماسوئی (در شهرستان جینگ یانگ، شاآنشی امروزی) با هم جنگیدند. چین شکست سنگینی خورد و دو سردارش اسیر شدند، اگرچه حاکم ژوآن سائو، حاکم متحد جین نیز در این نبرد کشته شد.
حاکم هوآن پس از ۲۷ سال سلطنت درگذشت. پس از او پسرش، حاکم جینگ چین، جانشینش شد.